# Isabel Faraldo
Isabel Faraldo Calvo (Labañou, La Coruña; 1966) es una sindicalista y política española, actual líder y portavoz de Podemos en Galicia.

## Trayectoria
Trabajó en una empresa textil. Consiguió una plaza en el Servicio Gallego de Salud, donde fue representante sindical. Fue candidata por Marea Atlántica en las elecciones municipales de 2019 pero no resultó elegida. En septiembre de 2020 dimitió el concejal Xiao Varela, por lo que Isabel ingresó como concejala, pero decidió no integrarse al grupo político de Marea, optando por pasarse al grupo mixto.
Fue candidata de la coalición Podemos Galicia-Alianza Verde en las elecciones al Parlamento de Galicia de 2024, no obteniendo ningún escaño.